# Еллен Сендвайсс
Еллен Сендвайсс (англ. Ellen Sandweiss, нар. 30 грудня 1958, Детройт, Мічиган, США) — американська акторка, співачка, танцюристка, фотомодель, продюсер, джазмен, театральна акторка та акторка кіно.

## Біографія та кар'єра
Еллен Сендвайсс народилася 30 грудня 1958 року в Детройті, штат Мічиган, США. Вона закінчила Середню школу Гроувс і Мічиганський університет.
Вона здобула популярність, зігравши сестру Еша Вільямса, Шеріл, у культовому фільмі жахів 1981 року «Зловісні мерці». Після зйомок у фільмі вона пішла з кар'єри на більш ніж 20 років. У 2006 році Сендвайсс зіграла в «Пісочниці Сатани». У наступному році вона з'явилася в стрічці «Мене звуть Брюс». У 2013 році Сендвайсс зіграла камео-роль у фільмі Сема Реймі «Оз: Великий та Могутній». У 2016 році Сендвайсс зіграла роль Шеріл Вільямс в «Еш проти зловісних мерців». Її героїня була перероджена мертвою після того, як кандарський демон повернув її за допомогою її фотографії. Сендвайсс виступала в музичному театрі як танцівниця і поп-співачка, а також в шоу однієї єврейської музики.

## Особисте життя
Сендвайсс у розлученні з Меттом Ходжесом, від якого вона має дві дочки — актрису Джессі Ходжес і Алі Ходжес.

## Фільмографія
| Рік  |    | Українська назва          | Оригінальна назва         | Роль                          |
| ---- | -- | ------------------------- | ------------------------- | ----------------------------- |
| 1978 | кф | У лісі                    | Within the woods          | Еллен                         |
| 1978 | кф |                           | Shemp Eats the Moon       | Змія                          |
| 1981 | ф  | Зловісні мерці            | The Evil Dead             | Шеріл Вільямс                 |
| 2006 | ф  | Пісочниця Сатани          | Satan's Playground        | Пола                          |
| 2007 | ф  | Мене звуть Брюс           | My name is Bruce          | Шеріл                         |
| 2007 | ф  | Звіряча різанина          | Brutal Massacre: A Comedy | Наталі Васкез                 |
| 2007 | ф  |                           | The Dread                 | Даян                          |
| 2009 | с  |                           | Dangerous Women           | Шеріл                         |
| 2009 | ф  | Хроніки дощу              | Dark Fields               | Менді                         |
| 2013 | ф  | Оз: Великий та Могутній   | Oz the great and powerful | камео                         |
| 2013 | ф  | Зловісні мерці            | Evil Dead                 | Шеріл Вільямс, голосове камео |
| 2016 | с  | Еш проти зловісних мерців | Ash vs. Evil Dead         | Шеріл Вільямс                 |